# Our Oceania
Our Oceania è il secondo album in studio del gruppo musicale statunitense Stray from the Path, pubblicato nel 2005 dalla Five Point Records.
È l'ultimo album della band registrato con il cantante e membro fondatore Ed Edge, che decise di lasciare il gruppo nel novembre dello stesso anno della pubblicazione del disco.

## Tracce
1. The Life You Life – 1:37
2. Casual Converstations – 2:15
3. Solace – 4:06
4. Appendix I: If There Is Hope – 2:01
5. Thick and Thin – 2:16
6. A Not So Modern Parasite – 4:35
7. Appendix II: ..It Lay in the Proles – 3:07
8. The Great Exodus – 2:36
9. Formaldehyde Kiss – 4:40
10. A Tri-Colored Goldmine – 3:37
11. Coda: The Nightbirds – 4:15

## Formazione
- Ed Edge – voce
- Thomas Williams – chitarra
- John Kane – chitarra
- Frank Correira – basso
- Justin Manas – batteria, percussioni